# Ferrières-Haut-Clocher
Ferrières-Haut-Clocher è un comune francese di 1 101 abitanti situato nel dipartimento dell'Eure nella regione della Normandia.

## Società

### Evoluzione demografica
Abitanti censiti